# Casey Dellacqua
Casey Dellacqua (Perth, Austràlia, 11 de febrer de 1985) és una tennista professional australiana retirada, especialitzada en dobles.
En el seu palmarès destaca un títol de Grand Slam en dobles mixts, el Roland Garros de 2011. Va arribar a disputar set finals de Grand Slam en dobles femenins, i de tots quatre torneigs, però malauradament no va aconseguir imposar-se en cap. Va guanyar un total de set títols de dobles en el circuit WTA. Va arribar a ocupar el 26è lloc del rànquing individual i el tercer en el rànquing de dobles. En categoria individual no va arribar a disputar cap final del circuit WTA, però sí que va aconseguir 22 títols del circuit ITF, i 23 més en dobles.

## Biografia
Fill de Kim, d'ascendència italiana, i Nita, d'ascendència irlandesa, té una germà anomenat Ben. Va créixer a Woodvale, barri de Perth, fins que es va traslladar a Canberra, amb setze anys, per entrenar en l'Australian Institute of Sport.
No està casada però manté una relació estable amb Amanda Judd. La parella té tres fills: Blake Benjamin (2013), Andie (2016) i Jesse James (2019), tots amb Amanda com a mare biològica.

## Torneigs de Grand Slam

### Dobles femenins: 7 (0−7)
| Resultat  | Núm. | Any  | Torneig           | Parella             | Oponents                                       | Marcador         |
| --------- | ---- | ---- | ----------------- | ------------------- | ---------------------------------------------- | ---------------- |
| Finalista | 1.   | 2008 | Roland Garros     | Francesca Schiavone | Anabel Medina Garrigues Virginia Ruano Pascual | 6−2, 5−7, 4−6    |
| Finalista | 2.   | 2013 | Open d'Austràlia  | Ashleigh Barty      | Sara Errani Roberta Vinci                      | 2−6, 6−3, 2−6    |
| Finalista | 3.   | 2013 | Wimbledon         | Ashleigh Barty      | Hsieh Su-Wei Peng Shuai                        | 6−7(1), 1−6      |
| Finalista | 4.   | 2013 | US Open           | Ashleigh Barty      | Andrea Hlaváčková · Lucie Hradecká             | 7−6(4), 1−6, 4−6 |
| Finalista | 5.   | 2015 | Roland Garros (2) | Iaroslava Xvédova   | Bethanie Mattek-Sands Lucie Šafářová           | 6−3, 4−6, 2−6    |
| Finalista | 6.   | 2015 | US Open (2)       | Iaroslava Xvédova   | Martina Hingis Sania Mirza                     | 3−6, 3−6         |
| Finalista | 7.   | 2017 | Roland Garros (3) | Ashleigh Barty      | Bethanie Mattek-Sands Lucie Šafářová           | 2−6, 1−6         |

### Dobles mixts: 1 (1−0)
| Resultat   | Núm. | Any  | Torneig       | Parella      | Oponents                          | Marcador            |
| ---------- | ---- | ---- | ------------- | ------------ | --------------------------------- | ------------------- |
| Guanyadora | 1.   | 2011 | Roland Garros | Scott Lipsky | Katarina Srebotnik Nenad Zimonjić | 7−6(6), 4−6, [10−7] |

## Palmarès

### Dobles femenins: 20 (7−13)
| Llegenda                                  |
| ----------------------------------------- |
| Grand Slam (0−7)                          |
| WTA Tour Championships / WTA Finals (0−0) |
| Premier Mandatory (1−0)                   |
| Premier 5 (0−1)                           |
| Premier (1−5)                             |
| International (5−0)                       |

| Títols per superfície |
| --------------------- |
| Dura (2−6)            |
| Gespa (2−3)           |
| Terra batuda (3−4)    |

| Resultat   | Núm. | Data                   | Torneig                     | Superfície   | Parella             | Oponents                                   | Marcador            |
| ---------- | ---- | ---------------------- | --------------------------- | ------------ | ------------------- | ------------------------------------------ | ------------------- |
| Finalista  | 1.   | 6 de juny de 2008      | Roland Garros, França       | Terra batuda | Francesca Schiavone | A. Medina Garrigues Virginia Ruano Pascual | 6−2, 5−7, 4−6       |
| Finalista  | 2.   | 16 de gener de 2009    | Sydney, Austràlia           | Dura         | Nathalie Dechy      | Hsieh Su-wei Peng Shuai                    | 0−6, 1−6            |
| Finalista  | 3.   | 25 de gener de 2013    | Open d'Austràlia, Austràlia | Dura         | Ashleigh Barty      | Sara Errani Roberta Vinci                  | 2−6, 6−3, 2−6       |
| Guanyadora | 1.   | 3 de febrer de 2013    | Pattaya, Tailàndia          | Dura         | Kimiko Date-Krumm   | Akgul Amanmuradova Alexandra Panova        | 6−3, 6−2            |
| Guanyadora | 2.   | 16 de juny de 2013     | Birmingham, Regne Unit      | Gespa        | Ashleigh Barty      | Cara Black Marina Erakovic                 | 7−5, 6−4            |
| Finalista  | 4.   | 6 de juliol de 2013    | Wimbledon, Regne Unit       | Gespa        | Ashleigh Barty      | Hsieh Su-wei Peng Shuai                    | 6−7(1), 1−6         |
| Finalista  | 5.   | 9 de setembre de 2013  | US Open, Estats Units       | Dura         | Ashleigh Barty      | Andrea Hlaváčková Lucie Hradecká           | 7−6(4), 1−6, 4−6    |
| Guanyadora | 3.   | 24 de maig de 2014     | Estrasburg, França          | Terra batuda | Ashleigh Barty      | Tatiana Búa Daniela Seguel                 | 4−6, 7−5, [10−4]    |
| Finalista  | 6.   | 15 de juny de 2014     | Birmingham                  | Gespa        | Ashleigh Barty      | Raquel Kops-Jones Abigail Spears           | 6−7(1), 1−6         |
| Finalista  | 7.   | 12 d'abril de 2015     | Charleston, Estats Units    | Terra batuda | Darija Jurak        | Martina Hingis Sania Mirza                 | 0−6, 4−6            |
| Guanyadora | 4.   | 9 de maig de 2015      | Madrid, Espanya             | Terra batuda | Iaroslava Xvédova   | Garbiñe Muguruza Carla Suárez Navarro      | 6−3, 6−7(4), [10−5] |
| Finalista  | 8.   | 7 de juny de 2015      | Roland Garros (2)           | Terra batuda | Iaroslava Xvédova   | Bethanie Mattek-Sands Lucie Šafářová       | 6−3, 4−6, 2−6       |
| Finalista  | 9.   | 23 d'agost de 2015     | Cincinnati, Estats Units    | Dura         | Iaroslava Xvédova   | Chan Hao-ching Chan Yung-jan               | 5−7, 4−6            |
| Finalista  | 10.  | 13 de setembre de 2015 | US Open (2)                 | Dura         | Iaroslava Xvédova   | Martina Hingis Sania Mirza                 | 3−6, 3−6            |
| Guanyadora | 5.   | 5 de març de 2017      | Kuala Lumpur, Malàisia      | Dura         | Ashleigh Barty      | Nicole Melichar Makoto Ninomiya            | 7−6(5), 6−3         |
| Guanyadora | 6.   | 27 de maig de 2017     | Estrasburg (2)              | Terra batuda | Ashleigh Barty      | Chan Hao-ching Chan Yung-jan               | 6−4, 6−2            |
| Finalista  | 11.  | 11 de juny de 2017     | Roland Garros (3)           | Terra batuda | Ashleigh Barty      | Bethanie Mattek-Sands Lucie Šafářová       | 2−6, 1−6            |
| Guanyadora | 7.   | 25 de juny de 2017     | Birmingham (2)              | Gespa        | Ashleigh Barty      | Chan Hao-ching Zhang Shuai                 | 6−1, 2−6, [10−8]    |
| Finalista  | 12.  | 1 de juliol de 2017    | Eastbourne, Regne Unit      | Gespa        | Ashleigh Barty      | Chan Yung-jan Martina Hingis               | 3−6, 5−7            |
| Finalista  | 13.  | 26 d'agost de 2017     | New Haven, Estats Units     | Dura         | Ashleigh Barty      | Gabriela Dabrowski Xu Yifan                | 6−3, 3−6, [8−10]    |

### Dobles mixts: 1 (1−0)
| Resultat   | Núm. | Data              | Torneig               | Superfície   | Parella      | Oponents                          | Marcador            |
| ---------- | ---- | ----------------- | --------------------- | ------------ | ------------ | --------------------------------- | ------------------- |
| Guanyadora | 1.   | 6 de juny de 2011 | Roland Garros, França | Terra batuda | Scott Lipsky | Katarina Srebotnik Nenad Zimonjić | 7−6(6), 4−6, [10−7] |

### Torneigs ITF: 24 (11+13)

#### Individual (11)
- 2007 - Bronx (Estats Units)
- 2007 - Kalgoorlie (Austràlia)
- 2007 - Perth (Austràlia)
- 2007 - Melbourne (Austràlia)
- 2006 - Port Pirie (Austràlia)
- 2006 - Mount Gambier (Austràlia)
- 2005 - Port Pirie (Austràlia)
- 2005 - Rockhampton (Austràlia)
- 2005 - Mackay (Austràlia)
- 2004 - Warrnambool (Austràlia)
- 2003 - Dalby (Austràlia)

#### Dobles (13)
- 2007 - Perth (Austràlia), al costat d'Emily Hewson
- 2006 - Melbourne (Austràlia), al costat de Sunitha Rao
- 2006 - Surbiton (Regne Unit), al costat de Trudi Musgrave
- 2006 - Las Vegas (Estats Units), al costat de Nicole Pratt
- 2005 - Lyneham (Austràlia), al costat de Daniella Dominikovic
- 2005 - Rockhampton (Austràlia), al costat de Daniella Dominikovic
- 2005 - Mackay (Austràlia), al costat de Daniella Dominikovic
- 2005 - Galatina (Itàlia), al costat de Lucía González
- 2005 - Bendigo (Austràlia), al costat de Trudi Musgrave
- 2004 - Port Pirie (Austràlia), al costat de Sunitha Rao
- 2004 - Schenectady (Estats Units), al costat de Nicole Sewell
- 2004 - Bendigo (Austràlia), al costat de Nicole Sewell
- 2003 - Dalby (Austràlia), al costat d'Evie Dominikovic

## Trajectòria

### Individual
| Open d'Austràlia | 1R  | 1R  | 1R          | 1R          | 1R          | 4R    | 1R          | 3R          | A           | 2R    | 1R          | 4R          | 2R          | 0 / 12  | 10 – 12 |
| Roland Garros | A   | A   | A           | Q1          | 1R          | 3R    | A           | A           | 1R          | 1R    | Q1          | 2R          | 1R          | 0 / 6   | 3 – 6   |
| Wimbledon | Q1  | A   | A           | Q1          | 1R          | 3R    | A           | 1R          | Q1          | 1R    | Q3          | 2R          | 3R          | 0 / 6   | 5 – 6   |
| US Open | A   | A   | A           | Q1          | 2R          | 1R    | A           | A           | 1R          | 2R    | 1R          | 4R          | 1R          | 0 / 7   | 5 – 7   |
| Jocs Olímpics | NC  | A   | No celebrat | No celebrat | No celebrat | 2R    | No celebrat | No celebrat | No celebrat | A     | No celebrat | No celebrat | No celebrat | 0 / 1   | 1 – 1   |
| Total Victòries−Derrotes | 0−1 | 0−2 | 1−2         | 3−4         | 6−12        | 17−17 | 0−3         | 2−5         | 3−5         | 10−13 | 1−8         | 26−17       | 10−14       | 78 – 99 | 78 – 99 |
| Rànquing a final d'any | 275 | 234 | 223         | 157         | 78          | 55    | 1004        | 226         | 156         | 88    | 131         | 29          | 112         |         |         |
| Llegenda: G: Guanyadora; F: Finalista; SF: Semifinalista; QF: Quarts de final; Q: Qualificació; A: Absent; RR: Round Robin; NC: No celebrat |     |     |             |             |             |       |             |             |             |       |             |             |             |         |         |

### Dobles femenins
| Torneig | 2003 | 2004 | 2005        | 2006        | 2007        | 2008  | 2009        | 2010        | 2011        | 2012 | 2013        | 2014        | 2015        | 2016 | 2017 | 2018 | Títols    | V – D     |
| --- | ---- | ---- | ----------- | ----------- | ----------- | ----- | ----------- | ----------- | ----------- | ---- | ----------- | ----------- | ----------- | ---- | ---- | ---- | --------- | --------- |
| Open d'Austràlia | 2R   | 2R   | 1R          | 2R          | 1R          | 1R    | SF          | 1R          | A           | 1R   | F           | 2R          | 2R          | A    | QF   | 2R   | 0 / 14    | 17 – 14   |
| Roland Garros | A    | A    | A           | A           | A           | F     | A           | A           | 3R          | 2R   | 1R          | QF          | F           | A    | F    | A    | 0 / 7     | 21 – 7    |
| Wimbledon | A    | A    | A           | A           | A           | SF    | A           | 1R          | 1R          | 2R   | F           | QF          | QF          | A    | QF   | A    | 0 / 8     | 19 – 8    |
| US Open | A    | 1R   | A           | A           | 2R          | 1R    | A           | A           | 1R          | 1R   | F           | 1R          | F           | A    | 2R   | A    | 0 / 9     | 12 – 9    |
| Jocs Olímpics | NC   | A    | No celebrat | No celebrat | No celebrat | 1R    | No celebrat | No celebrat | No celebrat | 1R   | No celebrat | No celebrat | No celebrat | A    | NC   | NC   | 0 / 2     | 0 – 2     |
| WTA Finals | A    | A    | A           | A           | A           | A     | A           | A           | A           | A    | A           | A           | A           | A    | QF   | A    | 0 / 1     | 0 – 1     |
| Total Victòries−Derrotes | 0−2  | 4−5  | 1−3         | 3−5         | 4−9         | 16−14 | 6−2         | 1−4         | 10−9        | 9−15 | 26−8        | 20−13       | 21−12       | 0−0  | 12−5 | 5−3  | 138 – 107 | 138 – 107 |
| Rànquing a final d'any | 224  | 117  | 141         | 121         | 123         | 21    | 65          | 251         | 56          | 67   | 10          | 35          | 5           | 273  | 10   | –    |           |           |
| Llegenda: G: Guanyadora; F: Finalista; SF: Semifinalista; QF: Quarts de final; Q: Qualificació; A: Absent; RR: Round Robin; NC: No celebrat |      |      |             |             |             |       |             |             |             |      |             |             |             |      |      |      |           |           |

### Dobles mixts
| Torneig | 2003 | 2004 | 2005 | 2006 | 2007 | 2008 | 2009 | 2010 | 2011 | 2012 | 2013 | 2014 | 2015 | 2016 | 2017 | 2018 | Títols | V – D  |
| --- | ---- | ---- | ---- | ---- | ---- | ---- | ---- | ---- | ---- | ---- | ---- | ---- | ---- | ---- | ---- | ---- | ------ | ------ |
| Open d'Austràlia | A    | 1R   | A    | 1R   | 2R   | A    | A    | 1R   | A    | 2R   | 1R   | 1R   | QF   | A    | 2R   | 2R   | 0 / 10 | 6 – 10 |
| Roland Garros | A    | A    | A    | A    | A    | A    | A    | A    | G    | A    | 1R   | 1R   | A    | A    | SF   | A    | 1 / 4  | 8 – 3  |
| Wimbledon | A    | A    | A    | A    | A    | 3R   | A    | A    | 2R   | A    | 3R   | QF   | 2R   | A    | 2R   | A    | 0 / 6  | 7 – 6  |
| US Open | A    | A    | A    | A    | A    | 2R   | A    | A    | A    | A    | 1R   | 1R   | A    | A    | 1R   | A    | 0 / 4  | 2 – 4  |
| Llegenda: G: Guanyadora; F: Finalista; SF: Semifinalista; QF: Quarts de final; Q: Qualificació; A: Absent; RR: Round Robin; NC: No celebrat |      |      |      |      |      |      |      |      |      |      |      |      |      |      |      |      |        |        |